# Wilhelm Schmiedeberg

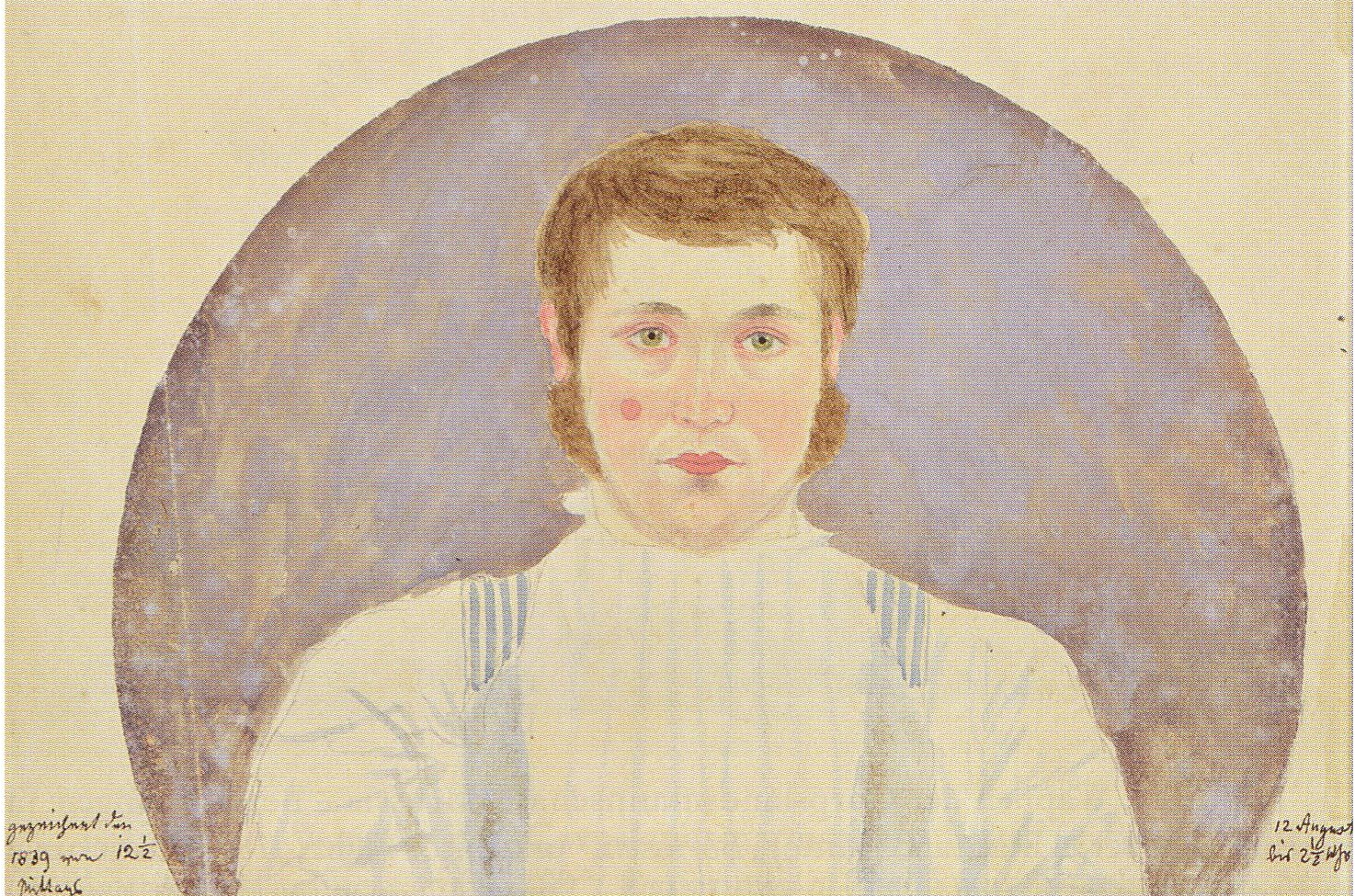
Selbstporträt im Spiegel

Wilhelm Schmiedeberg (* 25. April 1815 in Königsberg i. Pr.; † um 1865 ebenda) war ein deutscher Jurist und Zeichner.

## Leben
Schmiedebergs Eltern waren der Apotheker Friedrich Wilhelm Schmiedeberg und seine Frau Johanna Wilhelmina geb. Collins. Sein Vater war Freimaurer und besaß seit 1814 Königsbergs Kronenapotheke. 
Wilhelm wurde am 14. Mai 1815 in der Sackheimer Kirche getauft. Ob er in Königsberg ein Gymnasium besuchte oder Privatunterricht erhielt, ist nicht bekannt. Vermutlich wegen der Scheidung seiner Eltern ging er ab 1832 auf das (katholische) Königliche Gymnasium Braunsberg. Vom 11. Mai bis zum 23. Juni 1833 beteiligte er sich als „Schmiedeberg, Braunsberg“ an der Dritten und vom 6. Mai bis 3. Juni 1834 an der Vierten Kunst- und Gewerbeausstellung in Königsberg. In Braunsberg bestand er die Reifeprüfung am 15. August 1834. Vier Tage später, am 19. August 1834, immatrikulierte er sich als stud. iur. an der Albertus-Universität Königsberg. Wie viele seiner Mitschüler wurde er Mitglied der kurz zuvor gestifteten Corpslandsmannschaft Baltia. Sie bezog ihren Nachwuchs aus dem katholischen Ermland und wurde 1840 vom Corps Masovia übernommen. Schmiedeberg machte das Referendarexamen. Im Dekanatsbuch der Philosophischen Fakultät ist die in Abwesenheit vollzogene Promotion zum Dr. phil. am 15. Juni 1838 belegt. Er musste keine Inauguraldissertation verteidigen.
Er verehrte den „Antiaufklärer“ Johann Georg Hamann und hörte bei Karl Rosenkranz, der seine künstlerischen und geistigen Neigungen erkannte. Mit einem Empfehlungsschreiben von Rosenkranz besuchte er im Frühjahr 1838 den Kunsthistoriker Franz Kugler in Berlin. Dort sollte er sich „von der Kunst und einem gediegneren Geistesleben“ ein Bild machen. Seit 1840 Referendar am Oberlandesgericht Königsberg, wurde er (wie sein Vater) Mitglied der Johannisloge Zu den drei Kronen. 1842 (spätestens 1844) schied er wegen gesundheitlicher Probleme aus dem Justizdienst des Königreichs Preußen aus. Er lebte als Privatier in Königsberg, Königstraße 60. Er war gehbehindert und wurde wohl nicht alt. Er hinterließ einzigartige Porträtaquarelle seiner Kommilitonen. Seine Blätter der Erinnerung entstanden zwischen 1835 und 1839. Hände konnte oder mochte er nicht zeichnen. Der Titel „Blätter der Erinnerung“ freilich wurde dem Album erst später von unbekannter Hand vorangestellt.